# Guhilot
Guhilot, Gahlot, Guhila, Gehlot o Gohil són variacions de nom de un gotra (clan) rajput de l'Índia. Els guhilots o Guhiles van governar Banswara, Dungarpur, Mewar, Pratapgarh i Shahpura, al Rajasthan. A Gujarat el nom més habitual és Gohil i allí van governar els estats de Bhavnagar, Palitana, Lathi i Vala.
També hi ha un clan jat i un clan mali amb el nom Gahlot.
La principal dinastia d'aquest clan fou la dels Guhiles de Medapata (o Guhiles de Mewar).